# Cigclisula occlusa
Cigclisula occlusa är en mossdjursart som först beskrevs av Busk 1884.  Cigclisula occlusa ingår i släktet Cigclisula och familjen Colatooeciidae. Inga underarter finns listade i Catalogue of Life.